# SimulationX
SimulationX jest wieloobszarowym oprogramowaniem CAE służącym do symulacji fizycznych komponentów i urządzeń, stworzone i sprzedawane przez ESI ITI GmbH z Drezna.
Naukowcy i inżynierowie z przedsiębiorstw przemysłowych i instytucji naukowych stosują to oprogramowanie do projektowania, modelowania, symulacji, analizy i wirtualnego testowania złożonych systemów mechatronicznych. Na jednej platformie oprogramowanie to symuluje zależne działanie różnych efektów fizycznych – od mechaniki 1D, systemów mechanicznych składających się z wielu ciał (MBS), techniki napędów poprzez hydraulikę, pneumatykę i termodynamikę aż do elektryki, magnetyki, a także analogowej i cyfrowej automatyki. Jednym z głównych obszarów zastosowania jest rozwój obszaru napędu samochodu osobowego, np. stacjonarna analiza napędu, za co rozwiązanie to zostało odznaczone nagrodą AEI (Towarzystwa Inżynierów Automobilowych) w kategorii „Najlepszy produkt symulacyjny układu napędowego” w roku 2006.

## Firma
SimulationX jest tworzone przez firmę ESI ITI GmbH. Działając w wirtualnej inżynierii systemów głównym obszarem działalności jest rozwój i sprzedaż standardowych oprogramowań. Firma działa na całym świecie za pomocą sieci spółek zależnych i dystrybutorów.

## Obszary i biblioteki

SimulationX 3-9 Electric Vehicle Laptop center

Oprogramowanie wspomaga funkcjonalność Windows i dysponuje przygotowanymi elementami oraz gotowymi do użycia bibliotekami modeli wszystkich fizycznych obszarów. Biblioteki te klasyfikują obiekty modeli według ich cech fizycznych, a także według cech odnoszących się do ich zastosowania. Gotowe do użycia elementy modeli z wszystkich fizycznych obszarów zastosowania są gotowe do budowania modeli. Hydrauliczne, pneumatyczne i elektryczne napędy, tak samo, jak i układ sterowniczy mogą zostać włączone do już istniejącego modelu razem z mechanicznym systemem składającym się z wielu ciał (MBS) może być obserwowane i analizowane. Podczas przebiegu obliczeń możliwe jest obserwowanie i analizowanie zachowania wszystkich systemów, a także dopasowanie online parametrów. Przykładem tutaj są np. systemy, w których stosuje się układy sterowania techniką płynów. Zalicza się do nich przykładowo przemysł maszyn budowlanych, w którym chodzi o sterowanie hydrauliczne, napędy i kinematykę. To oprogramowanie symulacyjne systemów odtwarza pojedyncze komponenty jako całościowy system i nadaje się do symulacji zadań tribologicznych i jest stosowane do analiz efektywności energetycznej urządzeń i konceptów sterowania. W dziedzinie techniki płynów znajduje się biblioteka, która zawiera specjalne komponenty z tak zwanego obszaru podwodnego (hydraulika podwodna, elektryka podwodna, obsługa offshore). Za jego pomocą można obliczyć dynamiczne zachowanie komponentów i systemów do wydobywania i rozprowadzania ropy naftowej i gazu ziemnego. Kolejnym obszarem zastosowania jest wirtualne testowanie urządzeń, wydobywań i wierceń na głębokim morzu, zaopatrywanie nad powierzchnią wody, sejsmografia, a także konstrukcji i techniki procesów podwodnych w warunkach rzeczywistych. SimulationX wspiera język Modeliki, w celu przeprowadzenia symulacji własnych, realistycznych (Sub-)modeli. Możliwe jest wykonanie modeli ze standardowej biblioteki Modeliki, a także takich, które na języku Modeliki bazują.

## Interfejsy
SimulationX dysponuje otwartymi, obszernymi CAx-interfejsami do innych programów przeróżnych zastosowań, np.: CAE, CAD (SolidWorks, Pro/ENGINEER, Autodesk Inventor), CAM, skomputeryzowana optymalizacja (CAO) (np. Isight, modeFRONTIER, OptiY), FEA/FEM, CFD.
- Sprzężenie symulatorów jest interfejsem z predefiniowanym układem do przyłączenia SimulationX do innych narzędzi CAE, jak np.: MSC. Adams, SIMPACK, MATLAB/Simulink, ANSYS, Cadmould.
- Interfejs COM umożliwia komunikację między SimulationX i innymi aplikacjami Windows dla zdefiniowanych przez użytkownika procesów wsadowych, wbudowanych symulacji, studiów parametrowych lub optymalizacji. [5]
- Do dyspozycji są także narzędzia do całościowej analizy struktur i systemów (obliczanie równowagi, frekwencje własne, rodzaje drgań własnych, charakterystyka przenoszeń).